# Sergio Bonelli Editore
Sergio Bonelli Editore (транскр.  Серђо Бонели едиторе) је италијанска издавачка кућа специјализована за стрип-издања. Основана је четрдесетих година 20. века, а данас је водећи стрип-издавач у Италији, са више од 25.000.000 продатих примерака годишње. Најпознатији наслови овог издавача су „Текс“ и „Дилан Дог“, који се сваког месеца продају у више од 800.000 примерака.

## Историја
је основао Ђан Луиђи Бонели, сценариста и творац лика Текса Вилера. Бонели је 1940. од Дантеа Траинија откупио часопис „Аудаче”, променивши му назив у „Едициони аудаче“. Нови часопис се на киосцима појавио 18. јануара 1941. као број 331. Бонели је изменио дотадашњу концепцију листа у којем је у сваком броју објављивано неколико стрипова у наставцима, започевши са објављивањем само једног комплетног стрипа у једном броју. Главни лик стрипа у том броју био је Фурио Алмиранте, кога је осмислио Бонели, а цртали Карло и Виторио Косио. Други стрип је био Капетан Фортуна Рина Алберталерија, који се појавио 1942. у неколико додатака, а као носећи стрип је објављиван у часопису „Албо д’оро аудаче” у периоду од марта 1943. до априла 1944, када је објављено укупно 13 епизода. „Л’ Аудаче” (од броја 385 од 13. фебруара 1942. као „Албо аудаче”) престао је да излази 1944. закључно са бројем 467.
Након завршетка рата, лист ће поново оживети у августу/септембру 1945. године, а водиће га Теа Бонели, бивша Ђан Луиђијева супруга. Обновљена активност започеће поновним штампањем старог материјала из ратног периода, као што су Фурио и Капетан Фортуна. Седиште издавачке куће налазило се у кући госпође Теје, где је живела заједно са сином Серђом, који ће почети да јој помаже тако што ће радити као курир и магационер. Убрзо ће се јавити потреба за штампањем новог материјала. Издавач ће ангажовати важне ауторе као што је Франко Баљони, који ће од 1947. године почети да пише за стрип „Фриско Бил”. Цртач је био Гвидо Замперони. Придружиће се и бивши супруг, Ђан Луиђи Бонели, који ће исте године почети да реализује „Ипнос”. Илустрације су радили Ђино Косијо, Паоло Пифарерио, Гвидо Да Пасано и Марио Уђери, као и Рој Д’Ами.
Следећих година, издавачка кућа била је изузетно успешна. Великом брзином смењивали су се нови ликови. Међу најважнијим серијалима су „Плутос” (1949.), „Три Била” (1949.), „Рио Кид” (1951.), „Црни Витез” и „Јума Кид” (оба из 1954), „Ел Кид” (1955.), „Хондо” и „Кочиз” (1958.). Аутор свих наслова био је Ђан Луиђи Бонели, а стрипове „Руке увис!” (1959.), „Гордон Џим” (1950.) и „Наредник Јорк” (1854) реализовао је Рој Д’Ами.
Назив „Едизиони Аудаце” промениће се затим у “Едизиони Аралдо”, а затим ће претрпети још неколико измена: „Цепим”, „Даим Прес”, „Алтамира”, до данашњег назива. Први већи и трајнији успех постигао је „Текс Вилер“. Он се родио 1948. године из пера Ђан Луиђија Бонелија, који ће остати везан за свој лик и писати сценарије за њега читавог живота, док је илустрације радио Аурелио Галепини. Током педесетих година, госпођа Бонели се заузела за стварање новог формата на основу некадашњег “каиш” формата. Тако је настао нови стандардни формат који се и данас зове „Бонели формат”: мањи је у односу на дотадашњи, користи се црно-бела техника, са причама од 98 до 300 страница. Прави романи-стрипови. 
Почетком шездесетих година улогу уредника преузео је Серђо Бонели, који је већ био активан као сценариста („Мали ренџер”, „Загор“) под псеудонимом Гвидо Нолита. „Мистер Но“ је рођен 1975. године. Његов лик савршено се уклопио у промене прилика у култури: он је модеран и циничан, мало је херој, мало антихерој, и није патетичан, што је најбитније. Стрип се угасио 2006. године, после више од 30 година успешног излажења.
Године 1977. у новинарницама ће се појавити „Кен Паркер” (творци су Ђанкарло Берарди и Иво Милацо) и по први пут довести у кризу традиционалну поделу критике на ауторски и серијализован стрип. Захваљујући изузетним уметничким способностима у креирању сценарија и илустрација, и новим садржајима, овај атипични и оригинални вестерн ће изазвати револуцију у популарном италијанском стрипу. Серија „Кен Паркер” ће бити прекинута 1984. године, будући да није могао да се постигне одговарајући квалитет због месечног излажења. Поново ће се појавити 1996. године.
Године 1982. појавиће се „Марти Мистерија”, стрип за који се сматра да представља прелаз између класичних Бонелијевих серија („Текс Вилер“, „Загор“ и „Мистер Но“) и оних савременијег типа („Дилан Дог“, „Ник Рајдер”, „Нејтан Невер”), због тематике која ће направити пролаз новим иницијативама у издаваштву.
Године 1986. почеће да излази вероватно најпопуларнија серија у последњих неколико деценија, у Италији и иностранству: „Дилан Дог“, аутора Тицијана Склавија. То је хорор стрип који ће по први пут достићи тираж од 800.000 примерака месечно, захваљујући лику, много оригиналнијем у односу на старе Бонелијеве јунаке. Након успеха „Дилан Дога”, многе издавачке куће ће почети да штампају стрипове у историјском „Бонели формату”, 16џ21 цм, са 100 страна у црно-белој техници. Критичари ће ова изадања етикетирати термином „бонелиде”.
У мају 2005. године почело се с експериментисањем мини-серијала. Први пројекат тог типа био је серијал „Бред Берон”. За Бонелијеве мини-серије унапред је предвиђено да морају да буду кратке, а писане су с намером да се испита и освоји ново тржиште, и да се привуку нови читаоци, они који нису наклоњени читању бесконачно опширних прича, карактеристичних за „Текса” и „Дилан Дога”. Резултати су били задовољавајући, па се у мају 2006. године појавио „Демијан”, као нови мини-серијал „Скривено Лице”, у октобру 2007. године.
У јуну 2007. године, „Драгонером” ће отпочети још једна иницијатива у новопокренутој едицији: графички романи Бонели, годишњи серијали, овог пута са већим бројем страница који обухватају целе приче разних жанрова, смештених у различите амбијенте. Успех који је постигао „Драгонеро” (35.000 продатих примерака) натерао је издавачку кућу да убрза штампање другог дела графичких романа („Очи и тама”), који је изашао у октобру 2007. године. 
Званични заступник издања ове куће у Србији је едиција „Весели четвртак”, која је за своје прве три године објавила преко три стотине различитих Бонели стрипова.

## Издања
- Текс Вилер (1948 —)
- Загор (1961 —)
- Командант Марк (1966 — 1990)
- Мистер Но (1975 — 2006)
- Кен Паркер (1977 — 1984)
- Мартин Мистерија (1982 —)
- Дилан Дог (1986 —)
- Јулија (1998 —)
- Дампир (2000 —)